# برایان بابیت
برایان بابیت (انگلیسی: Brian Babit؛ زادهٔ ۲۱ مارس ۱۹۹۳) بازیکن فوتبال اهل فرانسه است.
از باشگاه‌هایی که در آن بازی کرده‌است می‌توان به باشگاه ورزشی آمیان و باشگاه فوتبال دیژون اشاره کرد.